# Portretrecht (Nederland)
Het portretrecht is een uitzondering op, of beperking van, het Nederlandse auteursrecht. Met het portretrecht kan een geportretteerde persoon zich in bepaalde gevallen verzetten tegen publicatie (openbaarmaking of verveelvoudiging en verspreiding) van zijn portret. 
Onder portret wordt in dit verband verstaan elke zichtbare weergave waarop een persoon herkenbaar is afgebeeld, bijvoorbeeld op een foto, schilderij, tekening of in filmbeelden. Als op een foto of film meerdere personen te zien zijn, kan elk van hen zo nodig het portretrecht inroepen. Het portretrecht wordt geregeld in de artikelen 19, 20 en 21 van de Nederlandse Auteurswet.

## Portretrecht en auteursrecht
Het portretrecht is een onderdeel van de Nederlandse Auteurswet. Het is daarmee niet gelijkwaardig aan het auteursrecht. Dit is een exclusief recht dat door de maker of diens rechtverkrijgende jegens iedereen kan worden gehandhaafd wanneer er geen beperkingen of uitzonderingen aan de orde zijn. Het portretrecht daarentegen vormt in specifieke gevallen een van die beperkingen op het auteursrecht. Deze kan door de geportretteerde worden ingeroepen ter bescherming van de privacy of (redelijke) belangen van de geportretteerde.
Het verschil tussen portretrecht en auteursrecht kan worden uitgelegd aan de hand van het volgende voorbeeld. Wanneer iemand wordt gefotografeerd, komt het portretrecht toe aan de afgebeelde persoon en de auteursrechten komen in beginsel toe aan de maker van de foto.
Er zijn in de Nederlandse wetgeving enkele verschillen tussen het auteursrecht en het portretrecht:
- Het portretrecht is persoonlijk; het kan alleen worden uitgeoefend door of namens de afgebeelde persoon (of diens nabestaanden). Het auteursrecht kan daarentegen worden vervreemd. Het kan worden overgedragen aan een ander, bijvoorbeeld aan een uitgever of platenmaatschappij.[2] Dit dient schriftelijk te gebeuren. Een uitzondering is er bij de arbeidsovereenkomst: de auteursrechten gaan stilzwijgend over naar een werkgever, indien de fotograaf die de opname vervaardigt in loondienst werkzaam is en tussen partijen niet uitdrukkelijk anders is overeengekomen.[3]
- Het portretrecht bij portretten in opdracht gemaakt geldt tot 10 jaar na het overlijden van de afgebeelde persoon (art. 20 Aw) en komt toe aan diens erfgenamen die het kunnen inroepen indien zij een redelijk bezwaar hebben tegen een bepaalde publicatie. Het auteursrecht geldt tot 70 jaar na het overlijden van de maker[4] en komt na diens overlijden gedurende die periode toe aan zijn erfgenamen, die dan tegen elke openbaarmaking bezwaar kunnen maken waarvoor niet tevoren toestemming was verstrekt, tenzij in het specifieke geval een uitzondering op of beperking van het auteursrecht van toepassing mocht zijn.

Uit artikel 20 van de Nederlandse Auteurswet vloeit voort dat een fotograaf, aan wie weliswaar het auteursrecht op in opdracht van de geportretteerde persoon vervaardigde foto’s toekomt, desalniettemin niet bevoegd is de foto’s openbaar te maken zonder toestemming van deze geportretteerde. Zie verder hieronder m.b.t. portretten die al dan niet in opdracht zijn gemaakt.

## Portret
Het juridische begrip portret is breder dan hoe het woord "portret" in het dagelijkse spraakgebruik wordt gebruikt. Voor een portret is niet vereist dat de geportretteerde daarvoor heeft geposeerd: ook een foto die stiekem is gemaakt kan een portret zijn. Ook is niet in alle gevallen vereist dat het gelaat van de geportretteerde zichtbaar is. In het Naturiste-arrest heeft de Hoge Raad bepaald dat ook slechts de afbeelding van een "typerende lichaamshouding" een portret kan opleveren. Bovendien hoeft de geportretteerde niet voor iedereen herkenbaar te zijn, maar is het voldoende dat de geportretteerde herkend kan worden door iemand die de geportretteerde kent. Deze ruime eisen resulteren erin dat ook een foto van een verdachte, voorzien van een zwart balkje, toch nog kan worden aangemerkt als portret. Ook een getekende karikatuur van Jan Peter Balkenende werd door de rechter aangemerkt als portret.

## In opdracht en niet in opdracht
Er wordt onderscheid gemaakt tussen de volgende situaties:
- Het portret is gemaakt in opdracht van de afgebeelde persoon. Hiertoe wordt ook gerekend de situatie waarin de opdracht is gegeven namens of ten behoeve van de geportretteerde persoon, bijvoorbeeld als een bedrijf opdracht geeft om een portret van de directieleden te maken. [bron?] NB: het geven van een opdracht tot maken van een portret betekent uiteraard niet dat hiermee ook toestemming is gegeven voor publicatie van dat portret door de fotograaf.
- Het portret is niet in opdracht van (of ten behoeve van) de afgebeelde persoon gemaakt. Dit is gewoonlijk het geval bij het werk van persfotografen, modefotografen en bij 'toevallig' gemaakte afbeeldingen, bijvoorbeeld straatfotografie.

### Portretten die in opdracht zijn gemaakt
Als een portret in opdracht is gemaakt, brengt het portretrecht een inperking van de rechten van maker of rechthebbende met zich mee. Deze maker of auteursrechthebbende heeft in beginsel het exclusieve recht om het werk openbaar te maken en te verveelvoudigen. Het portretrecht beperkt het recht om het portret openbaar te mogen maken. Daarvoor is toestemming nodig van de geportretteerde. Het tentoonstellen van foto's en het publiceren op internet is ook een vorm van openbaarmaken.
De afgebeelde persoon of diens nabestaanden mogen het portret vermenigvuldigen en openbaarmaken zonder toestemming van de maker. De maker heeft bij publicatie van het portret wel recht op naamsvermelding en overige persoonlijkheidsrechten.
Door middel van een quitclaim, of model release form wordt toestemming gevraagd voor openbaarmaking van het portret. Dit wordt door de filmindustrie en fotografen veel gebruikt.

### Portretten die niet in opdracht zijn gemaakt
Veruit de meeste zaken gaan over portretten die niet in opdracht zijn gemaakt. In zo'n geval kan de afgebeelde persoon zich alleen verzetten tegen publicatie (openbaarmaking), voor zover die persoon een redelijk belang heeft om zich daartegen te verzetten. Er is geen grond om het maken van de foto zelf te verbieden. In de woorden van de Auteurswet:
Is een portret vervaardigd zonder daartoe strekkende opdracht, den maker door of vanwege den geportretteerde, of te diens behoeve, gegeven, dan is openbaarmaking daarvan door dengene, wien het auteursrecht daarop toekomt, niet geoorloofd, voor zover een redelijk belang van den geportretteerde of, na zijn overlijden, van een zijner nabestaanden zich tegen de openbaarmaking verzet.
De aanwezigheid van een "redelijk belang" hoeft niet direct te leiden tot een verbod om de foto te publiceren. De rechter dient ook rekening te houden met het belang om een foto wel te publiceren, in het bijzonder de persvrijheid en vrijheid van meningsuiting.
Het begrip "redelijk belang" kan worden onderverdeeld in twee categorieën: persoonlijke belangen en commerciële belangen.
Onder persoonlijke belangen wordt onder meer verstaan:
- privacy-overwegingen. Een dader of slachtoffer van een misdrijf die niet in een krant of encyclopedie wil worden afgebeeld, kan zich hierop beroepen. Een politicus, bekend zakenman, topsporter of ander algemeen bekend persoon kan zich hier niet zo gemakkelijk op beroepen.
- De afgebeelde persoon wordt in de afbeelding voor schut gezet of belachelijk gemaakt. Bepalend is daarbij niet de bedoeling van de maker, maar of het zo opgevat kan worden; of iemand zich door de foto in zijn eer aangetast kan voelen.
- De wijze van afbeelden is onredelijk schadelijk voor het imago van de persoon.
- Een bijzondere categorie wordt gevormd door gevallen waarin een portret wordt gebruikt voor commerciële (reclame-)uitingen waar de geportretteerde geen toestemming voor heeft gegeven.[14] De omvang van de oplage van de publicatie is daarbij niet van belang. De actrice Kitty Courbois maakte ooit met succes bezwaar tegen gebruik in een in kleine oplage verspreid extreemrechts pamflet van een eerder in een dagblad verschenen foto van haar in haar klassieke rol van Kniertje in het toneelstuk 'Op hoop van zegen'.

Een commercieel belang houdt in dat een bekende sporter of popster normaliter geld verdient met zijn of haar portretten, bijvoorbeeld door middel van merchandising. In zo'n geval kan de geportretteerde bezwaar maken tegen het gebruik van zijn portret. De geportretteerde moet dan wel "verzilverbare populariteit" genieten. Dit wordt niet snel aangenomen.

## Sancties
De meest gebruikte sanctie voor inbreuk op portretrecht is het toekennen van schadevergoeding. Bijvoorbeeld, het illegaal openbaar tentoonstellen of op andere wijze openbaar maken van een portret is een overtreding, die kan worden bestraft met een geldboete van de vierde categorie.

## Voorbeelden uit de Nederlandse jurisprudentie

### Persoonlijk belang
- Een sigarenhandelaar moest de foto uit zijn zaak verwijderen van een vrouw die een tijdschrift had meegenomen zonder te betalen. Aangevoerd werden redenen van privacy van de vrouw.[17]
- Het televisieprogramma Breekijzer van SBS6 werd verboden de opnamen uit te zenden van het personeel van een assurantietussenpersoon die zijn klanten tekort zou hebben gedaan. De rechter oordeelde: "(betrokkenen), van wie niet is gesteld of gebleken dat zij personen zijn die regelmatig in de publiciteit treden, hebben aanspraak op bescherming van hun persoonlijke levenssfeer, ook op het werk, en zij beroepen zich derhalve terecht op hun portretrecht." (februari 2004).[18] Ook bij een aflevering over het verhullen van medische missers mochten de zonder toestemming gemaakte beelden van medewerkers van een ziekenhuis en van een aansprakelijkheidsverzekeraar niet getoond worden.[19]
- Het roddelblad Deze week had naaktfoto's van Idols-jurylid Jerney Kaagman gepubliceerd, die 10 jaar daarvoor in een ander blad hadden gestaan. Het blad gaf allerlei argumenten waarom dat aanvaardbaar zou zijn, maar volgens de rechter schonden ze in deze omstandigheden wel de rechten van de geportretteerde, en daarom moesten ze de publicatie staken.[20]
- De gemeente Alkmaar wilde in april 2003 een uitzending van Breekijzer verbieden, omdat de makers onuitgenodigd een raadsvergadering waren binnengevallen. De rechter oordeelde: "Voorop dient te staan dat eisers - en in het bijzonder geldt dat voor de burgemeester en wethouders - zich gelet op hun openbare functie meer publiciteit zullen moeten laten welgevallen dan een gemiddeld burger." Bovendien had de burgemeester hen toestemming gegeven om één vraag te stellen.[21]
- Foto's van verbaliserende agenten mochten alleen op internet worden gezet als de agenten daarop niet te herkennen waren. Iemand van de internetsite www.flitsservice.nl, die protesteert tegen snelheidscontroles door middel van mobiele controles (zoals radarauto's en lasers), had verbaliserende agenten gefotografeerd. Toen hij op vragen van de agenten antwoordde dat hij ze op internet wilde publiceren, namen zij zijn toestel in beslag, ook al werd beloofd dat ze niet persoonlijk herkenbaar zouden worden getoond. Via de rechter wilden de agenten de geheugenkaart met de foto's laten vernietigen met een beroep op hun portretrecht. De rechtbank Arnhem gaf hen in eerste instantie gelijk,[22] maar het Gerechtshof besliste in hoger beroep, dat dat een ongerechtvaardigde inperking van het uitingsrecht van de fotograaf was.[23] Deze zei dat hij agenten op dit soort foto's altijd onherkenbaar maakte, maar wenste daarover een principe-uitspraak. Het gerechtshof stelde dat ambtenaren die hun functie in het openbaar uitoefenen zich meer moeten laten welgevallen dan privépersonen, maar verbood in dit geval het herkenbaar in beeld brengen van deze personen. Ook de namen van de agenten mochten daarbij niet worden genoemd. De geheugenkaart waar de foto's op stonden bleek echter te zijn vernietigd.

### Gebruik van een portret in reclame-uitingen
- In het Discodanser-arrest bepaalde de Hoge Raad dat het gebruik van een portret in een reclame-uiting, zonder daarbij toestemming te hebben van de geportretteerde, in beginsel steeds een redelijk belang oplevert voor de geportretteerde.[14]
- Jan Peter Balkenende klaagde met succes bij de rechter over een reclamecampagne van Kijkshop, waarin een getekende karikatuur van Balkenende was opgenomen. De rechtbank overwoog: "Alleen al het bezwaar tegen het in verband worden gebracht met een anders commerciële activiteiten vormt in beginsel een inbreuk op de persoonlijke levenssfeer, en brengt mee dat sprake is van een redelijk belang als bedoeld in artikel 21 Aw. Een en ander is niet anders voor politici die uit hoofde van hun functie hun portret niet kunnen commercialiseren, zoals [minister-president]. Uit hoofde van zijn positie in ons staatsbestel kan hij er gerede bezwaren tegen hebben dat zijn portret ongevraagd door een individuele onderneming voor commerciële doeleinden wordt gebruikt."[24]

### Misbruik van portret bij (poging tot) oplichting
In november 2019 slaagde de Nederlandse televisieproducent John de Mol erin middels een kort geding Facebook op straffe van een maximale dwangsom van 1,1 miljoen euro te verplichten nepadvertenties te weren waarin hij Bitcoins en andere cryptovaluta aanprijst (Celebbait). Middels dat misbruik van zijn afbeelding werd zijn portretrecht geschonden en zijn reputatie geschaad, doordat hij ten onrechte in verband werd gebracht met Bitcoin of dubieuze Bitcoin-investeringen. Artikel 21 van de Auteurswet (zie hierboven) geeft hem als geportretteerde het recht zich te verzetten tegen het verspreiden van zijn portret indien dat zou worden gebruikt voor oplichtingspraktijken en misleidende berichten. Het zonder De Mols toestemming gebruiken van zijn naam en portret ter ondersteuning van oplichtingspraktijken werd een inbreuk geacht op zijn persoonlijke levenssfeer, zijn eer en goede naam, en levert als zodanig reputatieschade op. 

### Commercieel belang
- Het eerste arrest waarin ook een commercieel belang werd aangemerkt als "redelijk belang", is het 't Schaep met Vijf Pooten-arrest.[15]
- De publicatie van foto's van spelers van het Nederlands elftal werd verboden. Spelers van het Nederlands elftal hielden, met een beroep op hun portretrechten, de publicatie van het boek Jongensdromen met succes tegen. Voor die publicatie was hen geen toestemming gevraagd. Het commerciële belang, de mogelijkheid om zelf hun portretten te exploiteren, gaf hier de doorslag.[25]
- Schaatser Yep Kramer verzet zich tegen het gebruik van zijn portret voor het gebruik in een reclame voor een warmwaterketel (waarin het uithoudingsvermogen van de ketel wordt vergeleken met dat van de schaatser). Kramer is op dat moment een internationaal bekende schaatser. Hij wint dit kort geding.[26]
- Op de middenspread van het blad Panorama wordt een uitneembare foto van bokser Vanderlijde gepubliceerd. Vanderlijde is weliswaar geen professioneel bokser, maar is wel zeer populair en kan ook aantonen dat hij zijn populariteit kan exploiteren. Uit zijn sponsorcontract blijkt namelijk dat hij voor een dergelijke poster normaal gesproken ƒ 30.000 had kunnen ontvangen. Panorama kon de rechter niet overtuigen in het betoog dat het slechts zou gaan om een illustratie bij een artikel over populaire amateursporters en dat het gebruik van de foto geen commercieel doel zou hebben. Panorama wordt veroordeeld tot het betalen van ƒ 30.000.[27]
- In promotiemateriaal van Tennis Academy Rotterdam (TAR) wordt een foto gebruikt van een van de ex-leerlingen. De ex-leerlinge betoogt dat er inbreuk is gemaakt op haar portretrecht en beroept zich op haar verzilverbare populariteit. De rechtbank zet echter vraagtekens bij de mate van verzilverbaarheid van haar populariteit. De ex-leerlinge kon niet aantonen dat zij haar populariteit ook daadwerkelijk kon exploiteren en krijgt daarom geen gelijk.[28]

### Jurisprudentie rondom geportretteerde
- De geportretteerde kan bij (dreigende) inbreuk op het portretrecht de illegale kopieën opeisen of ze laten vernietigen en de onrechtmatig verkregen winst opeisen.[29]
- Een op een foto afgebeelde persoon die daarop weliswaar het portretrecht bezit, kan zich, indien hij deze opname van zichzelf verveelvuldigt en verspreidt op een wijze die het wettelijk vrijgelaten "beperkt eigen gebruik" overschrijdt, desalniettemin schuldig maken aan een inbreuk op het auteursrecht van de maker.[30]

## Jurisprudentie van het Europees Hof voor de Rechten van de Mens
Ook het Europees Hof voor de Rechten van de Mens (EHRM) krijgt regelmatig te maken met de afweging tussen het privacybelang van geportretteerden (art. 8 EVRM) en (meestal) vrijheid van meningsuiting (art. 10 EVRM). De Caroline von Hannover-arresten geven een goede indruk van hoe het EHRM met deze belangenafweging omgaat.